# ني نو كوني 2: ريفينانت كيندوم
ني نو كوني 2: ريفينانت كيندوم (باليابانية: 二ノ国II レヴァナントキングダム) (بالإنجليزية: Ni no Kuni II: Revenant Kingdom)‏، هي لعبة فيديو من نوع تقمص الأدوار، صدرت اللعبة بتاريخ 23 مارس 2018، وهي من تطوير ستوديو ليفل-5 اليابانية، ومن نشر بانداي نامكو إنترتينمنت، حيث تعمل اللعبة لمنصة مايكروسوفت ويندوز وبلاي ستيشن 4.

## المواقع الخارجية
- ني نو كوني 2: ريفينانت كيندوم على موقع IMDb (الإنجليزية)

- الموقع الرسمي
 (الانكليزيه)